# Алваренга (Лозада)
Алваренга (порт. Alvarenga) — район (фрегезия) в Португалии, входит в округ Порту. Является составной частью муниципалитета Лозада. По старому административному делению входил в провинцию Дору-Литорал. Входит в экономико-статистический субрегион Тамега, который входит в Северный регион. Население составляет 439 человек на 2001 год. Занимает площадь 1,91 км².
Покровителем района считается Дева Мария (порт. Nossa Senhora da Natividade).